# Amigo-Affäre
Amigo-Affäre ist die umgangssprachliche Bezeichnung eines Korruptions- und Bestechungsskandals um den bayerischen Ministerpräsidenten Max Streibl und andere CSU-Politiker, der 1993 zum Rücktritt Streibls führte. Der Begriff (oft auch nur abgekürzt „Amigo“) wird seitdem insbesondere im Zusammenhang mit der CSU als Synonym für Affären um die Verquickung von Politik und Wirtschaft verwendet (siehe auch Vetternwirtschaft, Klüngel). Im Jahre 2013 wurde auch die Verwandtenaffäre von spiegel.de als Amigo-Affäre bezeichnet, da sich die neuen Vorwürfe auch gegen Politiker der CSU richteten.

## Ablauf
Im Januar 1993 wurde bekannt, dass Streibl während seiner Zeit als bayerischer Finanzminister (1977–1988) Zuwendungen von Industrieunternehmen erhalten hatte. Streibl wurde vorgeworfen, sich aufgrund persönlicher Interessen beim Bundesministerium der Verteidigung für den Zuschlag des deutschen Flugzeugbauers Burkhart Grob Luft- und Raumfahrt GmbH & Co. KG beim Auftrag für das EloKa-System LAPAS eingesetzt zu haben. Dies soll vor allem im Gegenzug für zwei 1983 von seinem Freund (spanisch bzw. portugiesisch amigo) Burkhard Grob finanzierte Privaturlaube in Brasilien und Kenia und als Dank für dessen Parteispenden geschehen sein. Streibl musste vor dem Landtag einräumen, zweimal auf Kosten Grobs Urlaub in Brasilien gemacht zu haben. Daneben soll Streibl auch beim Bundesministerium für Forschung und Technologie und der Landesanstalt für Aufbaufinanzierung hohe Fördermittel für seinen Schulfreund Grob erwirkt oder erschlichen haben.

## Bekanntwerden und Rücktritt
Nach Bekanntwerden der Vorwürfe erhoben Politiker aus der Opposition im Landtag und auch aus den eigenen Reihen Rücktrittsforderungen. Die SPD verlangte einen Untersuchungsausschuss, was von der regierenden CSU am 23. April abgelehnt wurde. Nach einer Verfassungsklage der SPD setzte die CSU im Mai einen Untersuchungsausschuss mit entschärftem Fragenkatalog ein. Aus Protest gegen dieses Vorgehen benannten SPD, Grüne und FDP keine Mitglieder.
Streibl wies alle Vorwürfe als „Schmutz- und Hetzkampagne“ zurück und bezeichnete seine Beziehung zu Grob als rein private Verbindung. Im Februar 1993, beim traditionellen Politischen Aschermittwoch der CSU in Passau, begrüßte Streibl sein Auditorium in der Nibelungenhalle mit den Worten „Saludos Amigos!“. Er stellte in seiner Rede die rhetorische Frage „Freunde zu haben, ist das eine Schande bei uns in der CSU?“ Seine Anspielung auf die Verquickung von Politik und Wirtschaft löste großen Beifall und vereinzelte Pfiffe aus. Sein offensichtlicher Versuch, die Sache ins Lächerliche zu ziehen, hatte eine verheerende öffentliche Wirkung: Seine Umfragewerte sanken binnen kurzem zeitweilig unter vierzig Prozent und die Attacken aus den Reihen der CSU gegen seine Person nahmen zu. Max Streibl trat schließlich am 27. Mai 1993 von seinen Ämtern zurück.
Nachfolger im Amt des bayerischen Ministerpräsidenten wurde Edmund Stoiber.
Die Amigo-Affäre wurde durch Recherchen der Journalisten Michael Stiller, Christiane Schlötzer-Scotland, Hans Holzhaider, Klaus Ott (Süddeutsche Zeitung) und des Münchener Korrespondenten der Augsburger Allgemeinen, Fridolin Engelfried, durch Material aufgedeckt, das nur von Insidern stammen konnte. Die fünf Journalisten wurden für ihre Arbeit mit dem Wächterpreis der deutschen Tagespresse ausgezeichnet (2. Preis, 1993).